# Ненавантажене резервування
Ненавантажене резервування — спосіб резервування елементів, при якому резервні елементи знаходяться у вимкненому стані і мають знехтовно малу інтенсивність відмови. У теорії систем з ненавантаженим резервуванням ця інтенсивність вважається рівною 0. Розрізняють невідновлювані і відновлювані системи з ненавантаженим резервуванням.
Невідновлювані системи. Хай система складається з {\displaystyle \!n} основних елементів з густиною часу безвідмовної роботи {\displaystyle \!\lambda e^{-\lambda t}\ ,\,t>0} і {\displaystyle \!m} резервних елементів. Відмова системи наступає в мить, коли число елементів, що відмовили, приймає значення {\displaystyle \!m+1} . Тоді час безвідмовної роботи системи має густину ймовірності {\displaystyle \!\lambda n{\frac {\left(\lambda nt\right)^{m}}{m!}}e^{-\lambda nt}}; середній час безвідмовної роботи {\displaystyle \!{\frac {m+1}{\lambda n}}}; ймовірність того, що система не відмовить за час {\displaystyle \!t} складає {\displaystyle \!e^{-\lambda nt}\sum \limits _{k=0}^{m}{\frac {\left(\lambda nt\right)^{k}}{k!}}}
Відновлювані системи. Хай {\displaystyle \!n}, {\displaystyle \!m}, {\displaystyle \!\lambda }— ті ж параметри, що і в невідновлюваних системах, і елементи, що відмовили, відновлюються операторами, кожний з яких відновлює один елемент протягом випадкового часу з густиною {\displaystyle \!\mu e^{-\lambda t}\ ,\,t>0}
Позначимо через {\displaystyle \!T_{k}} математичне сподівання часу до відмови системи за умови, що у момент {\displaystyle \!t=0} число несправних елементів дорівнює {\displaystyle \!k}. Тоді {\displaystyle \!T_{k}} визначається розв'язком системи рівнянь
{\displaystyle \!T_{k}={\frac {1}{\lambda n+\mu _{k}}}+{\frac {\lambda n}{\lambda n+\mu _{k}}}T_{k+1}+{\frac {\mu _{k}}{\lambda n+\mu _{k}}}T_{k-1},\,k=0,\,1,\,\ldots ,\,m,} де {\displaystyle \!\mu _{k}=\mu k} при {\displaystyle \!k\leq r} — {\displaystyle \!\mu _{k}=\mu r} при {\displaystyle \!k>r}; {\displaystyle \!T_{-1}=T_{m+1}=0}. Якщо {\displaystyle \!\lambda \ll \mu }, то наближений вираз середнього часу між відмовами системи має вигляд {\displaystyle \!\mu _{1},\,\ldots ,\,\mu _{m}/\left(\lambda n\right)^{m+1}.}
Нехай система складається з одного основного і одного резервного елемента {\displaystyle \!\xi }— випадковий час безвідмовної роботи елемента, {\displaystyle \!\alpha } — ймовірність відновлення резервного елемента за час {\displaystyle \!\xi }. Тоді при малих {\displaystyle \!1-\alpha } її час безвідмовної роботи системи має розподіл, близький до розподілу з густиною {\displaystyle \!\nu e^{-\nu t}}, де {\displaystyle \!\left(1-\alpha \right)/M\xi }.
І. М. Коваленко